# Echinops araneosus
Echinops araneosus là một loài thực vật có hoa trong họ Cúc. Loài này được Lazkov mô tả khoa học đầu tiên năm 2001.